# Saint-Prix-lès-Arnay
 Saint-Prix-lès-Arnay  es una población y comuna francesa, en la región de Borgoña, departamento de Côte-d’Or, en el distrito de Beaune y cantón de Arnay-le-Duc.

## Demografía
| 367 | 460 | 414 | 365 | 470 | 457 | 468 | 467 | 482 | 455 | 435 | 461 | 467 | 427 | 432 | 485 | 417 | 378 | 392 | 372 | 306 | 297 | 285 | 279 | 289 | 280 | 292 | 262 | 260 | 260 | 236 | 242 | 246 |
| Para los censos de 1962 a 1999 la población legal corresponde a la población sin duplicidades (Fuente: INSEE [Consultar]) |     |     |     |     |     |     |     |     |     |     |     |     |     |     |     |     |     |     |     |     |     |     |     |     |     |     |     |     |     |     |     |     |